# レチノールデヒドロゲナーゼ
レチノールデヒドロゲナーゼ（retinol dehydrogenase）は、次の化学反応を触媒する酸化還元酵素である。
レチノール + NAD+ {\displaystyle \rightleftharpoons } レチナール + NADH + H+
すなわち、この酵素の基質はレチノールとNAD+、生成物はレチナールとNADHとH+である。
組織名はretinol:NAD+ oxidoreductaseで、別名にretinol (vitamin A1) dehydrogenase, MDR, microsomal retinol dehydrogenase, all-trans retinol dehydrogenase, retinal reductase, retinene reductaseがある。